# Falzum (diplomatika)
Jako falzum jsou v diplomatice označovány všechny dokumenty úřední povahy, které se vydávají za něco jiného, než ve skutečnosti jsou. Jedná se tedy o napodobeniny autentických písemností, které se vydávají za pravé. Tyto padělané písemnosti vznikaly od nejstarších dob, a to zejména s podvodným úmyslem za účelem hmotného zisku (například středověké církevní instituce pomocí falz prosazovaly své majetkové nároky). Padělaná písemnost nemusí obsahovat nepravdivé údaje, ale vydává se za něco, čím ve skutečnosti není. Naproti tomu i pravé písemnosti mohou obsahovat řadu údajů, které neodpovídají skutečnosti.
Pravost písemností ověřují notáři, běžně již od 14. století. Písemnost, podezřelá ze zfalšování, se nazývá dubiózní písemnost (listina).
Jako falza nejsou označovány kopie originálu, vyhotovené bez záměru uvést okolí v omyl. V tomto případě se jedná o opisy, zhotovené nejčastěji pro interní potřebu, bez nároku na jakoukoli právní platnost. Fingované písemnosti vznikaly často také jako slohová školní cvičení, ani v tomto případě se však nejedná o falzum.
Diplomatika rozeznává několik druhů falz:
1. Staré falzum – písemnost, zfalšovaná v minulosti. Většinou není velký časový rozdíl mezi datem, ke kterému se písemnost hlásí a dobou, kdy skutečně vznikla. Přestože se jedná o falza, mají tyto písemnosti velký historický význam. Jejich tvůrci jen vzácně pracovali bez předlohy. Zajímavé je, že pečeti na starých falzech jsou většinou pravé. Byly buď opatřeny z pravých listin a nebo bylo falzum vepsáno na prázdný pergamen, již předem opatřený pečetí.
2. Moderní falzum – písemnosti vzniklé v novější době, avšak často posouvané hluboko do minulosti
  - Falzum genealogické – poprvé se objevují ve 14. století v Itálii
  - Falzum z vědecké ctižádosti – vznikají od 16. století. V českých zemích je typickým představitelem takového padělatele Antonín Boček, který při vydávání moravského diplomatáře (Codex diplomaticus et epistolaris Moraviae) některé jeho části sám vymýšlel.
3. Kancelářské falzum (též vylouzená písemnost) – písemnost, kterou dal zhotovit některý z členů kanceláře bez vědomí vydavatele

Jsou rozlišovány čtyři stupně falšování:
1. Interpolace – dodatečné vsunutí nebo vypuštění slov či vět do původního textu a záměrné vynechání některých údajů. Na originálech listin jsou tyto zásahy relativně snadno identifikovatelné. Vymazání či doplnění původního textu může být patrné poškozením psací látky, jinou barvou inkoustu i jiným písmem. Problematičtější však toto určení bývá v případě, že se písemnost dochovala pouze v opise.
2. Zfalšovaná listina – přepis celé listiny v případě větších úprav textu, část původního textu přitom je nahrazena nepravými údaji. Tato falza jsou jen obtížně zjistitelná, zejména pokud ke zfalšování došlo brzy po vzniku pravé listiny. Falzátoři si navíc často dali vystavit hodnověrný opis falza a původní zfalšovanou listinu ukryli či zničili. Při větším časovém odstupu mohou být patrné odchylky ve vnějších znacích písemnosti.
3. Falešná listina – písemnost, která nebyla vydána vydavatelem, kterého uvádí, ani v čase, který uvádí. Většinou se jedná o písemnosti, které zlistiňují neuskutečněný právní akt nebo dosvědčují nároky, které adresát nemá. Tato falza vznikala často s větším časovým odstupem, a proto nebyli jejich tvůrci schopni dokonale zachovat autentickou skladbu, písmo a jiné znaky písemností té doby, do které se padělek hlásí.
4. Vymyšlená listina – písemnost nejvyššího stupně falzifikace, která vůbec nevychází z reality a často je psána s odstupem několika staletí. Tato falza zcela neodpovídají dobovým skutečnostem a jsou neadekvátní napodobeninou originálních pramenů z doby, do níž se hlásí. Jejich text bývá zcela vymyšlený a neobsahuje hodnověrné údaje.